# Departamento Huiliches
Huiliches es uno de los 16 departamentos en los que se divide la provincia del Neuquén (Argentina).

## Toponimia
En la lengua mapundungun la palabra "huiliches" significa "gente del sur".

## Superficie
El departamento posee una extensión de 4012 kilómetros cuadrados, lo que lo convierte en el más pequeño de los departamentos neuquinos.

## Límites
Huiliches limita al norte con el departamento Aluminé, al este con los departamentos de Catan Lil y Collon Curá, al sur con el departamento Lácar y al oeste con la República de Chile.

## Población
Desde la década de 1970, la población del departamento experimenta una marcada tendencia a la urbanización. Ese año, el 63,3% de los habitantes de Huiliches residían en zonas urbanas, porcentaje que hacia el 2001 constituía el 81,1%.
De acuerdo al Censo 2010, el departamento tenía 14725 habitantes.
En 2022, el censo arrojó 20973 habitantes. Esto significó  un incremento del 42.4%, el segundo mayor en la provincia.

## Localidades[8]
- Junín de los Andes
- Villa Huechulafquen
- Villa Lolog

## Comunidades Mapuches
- Comunidad Chiuquilihuin: Ubicación: Se encuentra localizada en el Paraje Chiuquilihuin, a 52 km de Junín de los Andes. Su acceso se encuentra sobre la Ruta N.º 60, camino al Paso Mamuil Malal a 21 km de la Ruta N.º 40, de allí se deben recorrer 5 km para llegar a la comunidad.
- Comunidad Painefilu: Ubicación: Parajes Costa del Malleo, Pampa del Malleo, Huilquimenuco, Confluencia Malleo y Bota Cura.
- Comunidad Raquithue: Ubicación: Lago Huechulafquen – Paimun. Paraje Raquithué.
- Comunidad Atreico: Ubicación: se encuentra a 26 km de Junín de los Andes; en los Parajes Atreico y Costa del Malleo, accediendo por ruta provincial N.º 60 que conduce al Paso Internacional Mamuil Malal. Después de recorrer 15 km, se desvía por un camino vecinal de 4 km hacia el noroeste.
- Comunidad Linares: Ubicación: Se localizan en los Parajes Aucapán y Nahuel Mapi, ruta 23 desde Junín de los Andes hasta el puente Río Malleo y desde allí 11 km por la ruta a Aluminé. Se pasa por la Escuela 213 de Aucapán Centro hasta el desvío que lleva a Nahuel Mapi arriba.
- Comunidad Lafquenche: Ubicación: al pie del Lanín, emplazada en el lago Huechulafquen y el Paimún.